# Ole Petter Ottersen

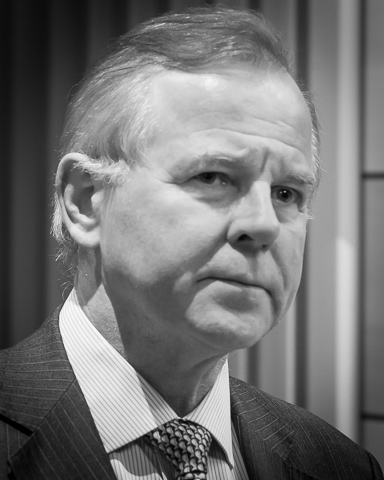
Ole Petter Ottersen.

Ole Petter Ottersen, född 17 mars 1955 i Kongsberg, är en norsk läkare och hjärnforskare. Han var rektor vid Karolinska Institutet från augusti 2017 till februari 2023. Ottersen är professor i medicin vid Universitetet i Oslo sedan 1992 och var universitetets demokratiskt valde rektor från 2009 till 2017.

## Karriär och forskning
Ottersen blev cand.med. 1980 och dr.med. 1982, båda vid Universitetet i Oslo. Han var prosektor (med rang som docent) vid den anatomiska institutionen vid Universitetet i Oslo 1982–1992 och blev professor vid Universitetet i Oslo 1992. Där var han föreståndare för den anatomiska institutionen 1997–1999, prodekanus för forskning vid medicinska fakulteten 2000–2002 och ledare för excellenscentret Centrum för molekylärbiologi och neurovetenskap 2002–2009. Han var chefredaktör för tidskriften Neuroscience 2006–2009.
Hans forskningsområde är neurovetenskap. Han är särskilt känd för sin forskning på molekylära mekanismer som är involverade i utvecklingen av akut och kronisk neurodegenerativ sjukdom, med särskild tonvikt på betydelsen av cellulär vattenbalans och glutamatexcitotoxicitet. Enligt Google Scholar (2024) har hans artiklar citerats över 52 000 gånger i vetenskaplig litteratur, och har ett h-index på 118. Han blev inkluderad i ISI highly cited researchers 2002.

## Rektor vid Universitetet i Oslo
År 2009 valdes han till rektor vid Universitetet i Oslo; vid Universitetet i Oslo väljs rektor direkt av all personal och studenter och är både universitetets ceremoniella överhuvud, operative ledare och styrelseordförande. Han återvaldes 2013 för sin andra och sista period till juni 2017; en rektor kan bara sitta två fyraårsperioder. Prorektor, som även väljs direkt tillsammans med rektor, var under hans första mandatperiod Inga Bostad och under hans andra mandatperiod Ruth Vatvedt Fjeld 2013–2014 och senare Ragnhild Hennum 2014–2017.
Han blev styrelseledamot i Oslo universitetssjukhus 2011 och var styrelseordförande i Universitets- og høgskolerådet från 2013 till 2015. Han har deltagit i Bilderberggruppens möten. I Norge har han varit en stark förespråkare för universitetsdemokrati och för att universitetsrektorer fortfarande bör väljas av universitetssamhället i demokratiska val. Han anser att universitetsdemokratin är ett kännetecknen för ett avancerat universitet.

## Rektor vid Karolinska Institutet
Karolinska Institutets styrelse beslutade 20 februari 2017 att föreslå Ole Petter Ottersen till ny rektor vid Karolinska Institutet. Han utsågs formellt till rektor av Sveriges regering 27 april 2017 och tillträdde sin tjänst 1 augusti 2017.
I januari 2017 var Ottersen även på förslag hos Sveriges regering som ny rektor vid Göteborgs universitet, men han drog tillbaka sin kandidatur för att istället bli rektor vid Karolinska Institutet.

## Utmärkelser
- Anders Jahres medisinske pris for yngre forskere, 1990
- Ledamot av Det Norske Videnskaps-Akademi, 1993
- Universitetet i Oslos forskningspris, 1994
- Ledamot av Vetenskapsakademien Leopoldina, 1999[7]
- Lundbeckfondens nordiska forskningspris, 2005
- Ledamot av Det Kongelige Norske Videnskabers Selskab, 2006
- Anders Jahres store medisinske pris, 2008
- Hedersdoktor vid Östra Finlands universitet, 2010
- Hedersdoktor vid École normale supérieure de Lyon, 2015
- Ledamot av Academia Europaea, 2017[8]